# Partecznik (potok)
Partecznik – potok, prawobrzeżny dopływ Wisły o długości 2,12 km i powierzchni zlewni 2,19 km².
Potok płynie w paśmie Równicy w Beskidzie Śląskim na terenie miasta Wisły. Szereg drobnych źródeł potoku znajduje się na wysokości ok. 650–670 m n.p.m. na zachodnich stokach Kamiennego. Cieki źródłowe łączą się na wysokości ok. 525 m n.p.m. Potok spływa następnie w kierunku południowo-zachodnim dolinką rozdzielającą grzbiety Czerhli na północy i Jarzębatej na południu, której dolną część zajmuje kompleks wypoczynkowy „Partecznik”. Na skraju zwartej zabudowy miejskiej skręca pod kątem prostym w kierunku północno-zachodnim i uchodzi do Wisły w samym centrum miasta, na wysokości 430 m n.p.m. Wody potoku ujęto już w latach międzywojennych do zasilania basenów kąpieliska w Wiśle.
Nazwa pojawia się po raz pierwszy na mapach katastralnych gmin Śląska Cieszyńskiego z 1836 r.